# Alfred Philippi
Alfred Philippi (* 3. August 1903 in Bübingen; † 15. Juni 1994 in Winnweiler) war ein deutscher Generalmajor im Zweiten Weltkrieg. 

## Leben
Er war der Sohn eines Bauingenieurs und dessen Ehefrau Luise, geborene Handmann.

### Militärische Karriere
Am 1. April 1924 trat Philippi in das 13. (Württembergische) Infanterie-Regiment der Reichswehr ein. Nach dem Wechsel in das 11. (Sächsisches) Infanterie-Regiment wurde er am 1. August 1928 zum Leutnant ernannt. Ab 1930 tat er Dienst in der 13. Kompanie und wurde am 1. Mai 1932 zum Oberleutnant ernannt. Am 1. Oktober 1934 wurde er Chef der 14. Kompanie des Infanterie-Regiments Königsbrück. Am 15. Oktober 1935 wechselte er zum Infanterie-Regiment 53, ab 1. Oktober 1938 war er Regimentsadjutant beim Infanterie-Regiment 73. 
Nach dem Beginn des Zweiten Weltkrieges wurde Philippi am 1. Dezember 1939 Ordonnanzoffizier bei der 211. Infanterie-Division. Am 8. April 1940 trat er in die Operationsabteilung im Generalstab des Oberkommandos des Heeres ein und am 1. April 1942 wurde er zum Oberstleutnant befördert. Am 1. Mai 1942 wurde er Erster Generalstabsoffizier der 111. Infanterie-Division und am 1. Dezember zum Oberst befördert. Danach war er als Operationsoffizier der 306. Infanterie-Division tätig. Vom 1. Februar bis 1. März 1943 war Philippi in Vertretung für Ernst Sieler Kommandeur der 304. Infanterie-Division. Am 1. März 1943 wurde er zum Kommandeur des Grenadier-Regiments 535 der 384. Infanterie-Division mit Einsätzen in Belgien und Nordfrankreich ernannt und in dieser Eigenschaft am 14. Mai 1944 mit dem Ritterkreuz des Eisernen Kreuzes ausgezeichnet. Nach der Versetzung in die Führerreserve besuchte er von Juli bis August 1944 einen Führerlehrgang. Am 1. September 1944 wurde er als Oberst mit der Führung der 361. Volksgrenadier-Division beauftragt, welche im Abschnitt der 1. Armee in der Saarpfalz eingesetzt war. Mit der Beförderung zum Generalmajor erhielt Philippi am 1. Januar 1945 das Kommando über den Großverband.
Nach der Kriegsgefangenschaft war er vom Februar 1957 bis 1958 Mitglied der vom ehemaligen Generalstabschef des Heeres Franz Halder geführten „Control Group“ der Operational History (German) Section der US Army. Nach dem Krieg erlangte er mit seiner zusammen mit Generalleutnant Heim herausgegebenen Publikation Der Feldzug gegen Sowjetrußland 1941 bis 1945: Ein operativer Überblick größere Aufmerksamkeit.